# Excavadora

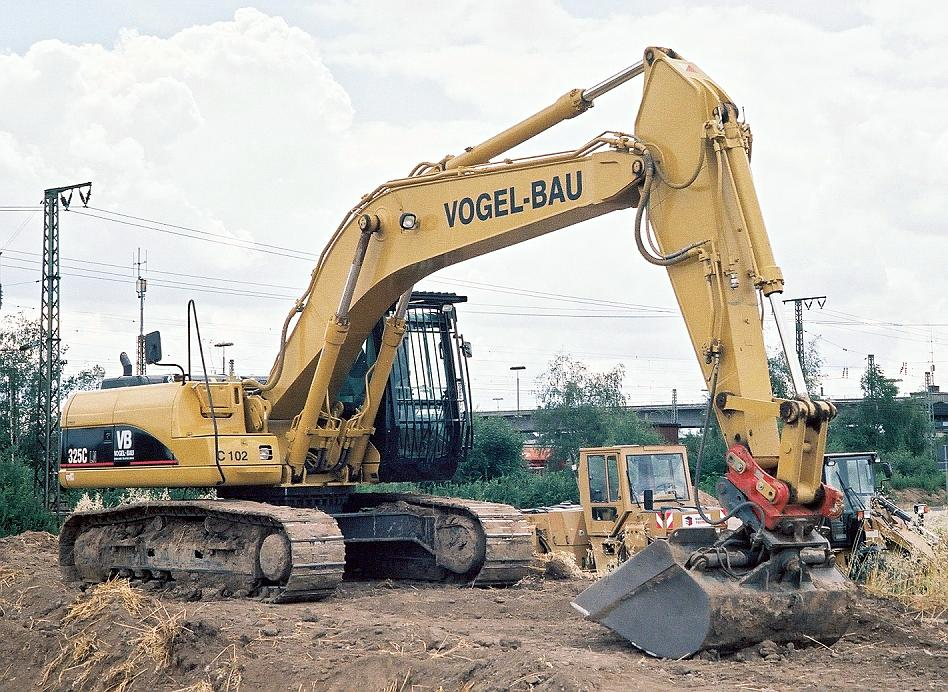
Retroexcavadora giratòria amb tracció per eruga.

Una màquina excavadora, pala excavadora o simplement excavadora o encara una cullera mecànica és un vehicle dotat d'un braç articulat i una pala que s'utilitza a la construcció per a excavar i quan s'ha de moure grans quantitats de terra.
El motor que les retroexcavadores utilitzen és de tipus dièsel, per la seva potència i pel cost del gasoil en comparació de la gasolina. Aquests motors es caracteritzen per l'aspiració d'aire pur, sense barreja de combustible. En el temps de compressió l'aire es comprimeix amb el que arriba a una temperatura extraordinàriament alta. Aquests motors són molt llargs i costosos però resulten molt regulars i potents a l'hora de la seva execució, és per això que són usats en aquest tipus de maquinària. La cabina es caracteritza per una gran visibilitat i una col·locació dels comandaments en una posició ergonòmica. El nivell de soroll que hi ha dintre de la cabina és molt baix respecte al que es troba en l'obra.

## Tipus d'excavadores

### Retroexcavadora

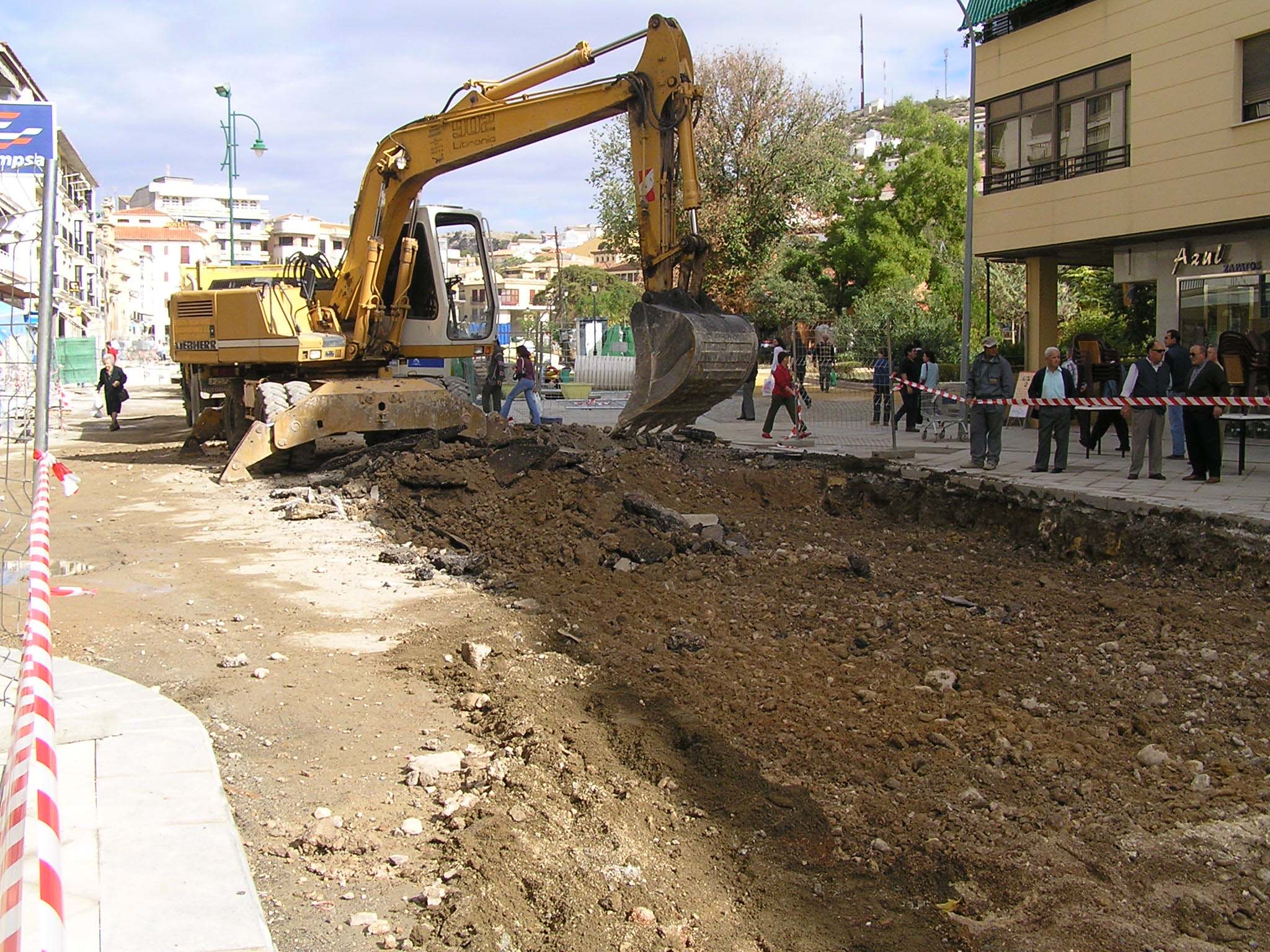
Retroexcavadora sobre rodes, amb els estabilitzadors desplegats

La retroexcavadora és una de les màquines més emprades en el camp de la construcció. Està dissenyada per a altes exigències a l'hora de moure gran volum de terres. L'estretor de la ploma facilita la visibilitat de la cullera en qualsevol moment, tant en la profunditat com a l'hora d'excavar.
La retroexcavadora disposa d'un alt sistema de comandaments que l'operari els pot regular per a obtenir la màxima precisió en tots els moviments a realitzar, d'aquesta manera els riscos.
Disposen d'un canvi de quatre velocitats sincronitzades que fa que l'operari pugui canviar ràpidament, i aconseguir una suavitat en alternar dues direccions principals, endavant i endarrere. Amb això s'eliminen les sacsejades en l'arbre de transmissió.

### Excavadora mixta
Un dels tipus més corrents i polivalents d'excavadora és l'excavadora mixta, composta d'un tractor, amb una pala carregadora al davant i un braç amb cullera a la part posterior. Aquesta disposició permet que la màquina es desplaci per un terreny encara no excavat i permet que el braç tingui bona mobilitat cap als costats, ja que és articulat.

## Parts de l'excavadora
- Cilindre del braç de la cullera o llossa
- Cilindre de l'agulló
- Palanca de comandament de la retroexcavadora
- Vàlvula de comandament de la retroexcavadora
- Cilindre de gir de l'agulló
- Cilindre d'estabilitzat esquerre
- Cilindre de la cullera o llossa
- Rella (part extrema de la pala d’una excavadora formada per unes urpes curtes o per una làmina tallant, que serveix per a penetrar dins la terra i arrossegar-la o omplir-ne la cullera).

## Rendiment

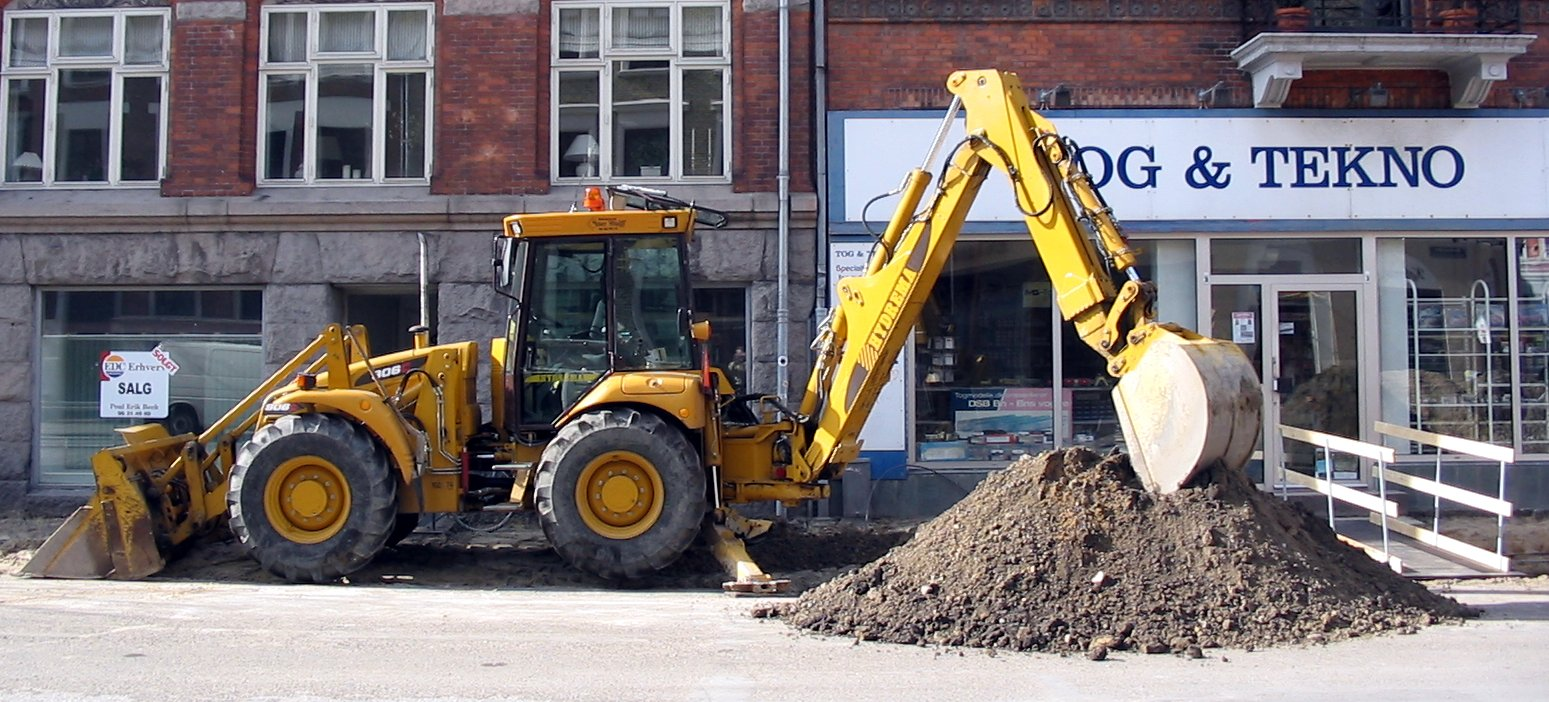
Excavadora mixta

El rendiment d'aquesta classe de màquines es calcula sabent la quantitat de passades que es poden realitzar en una hora. Segons l'operari de la retroexcavadora, tendirà a poder moure sobre uns 60 m3 de terra per hora. El temps total d'un equip per a la càrrega de terra (TT) és, bàsicament, la suma de quatre components; temps de càrrega (TC); temps variable de moviment amb càrrega (TVC); temps variable de trasllat de l'equip va buidar (TVV); temps de buidatge.

## Costos
Les consideracions bàsiques per als costos de l'equip sobre erugues són les mateixes que per a tots els equips de moviment de terres. La part més important del cost horari total del funcionament d'aquest equip, és el cost de la retroexcavadora mateixa. L'operació dels vehicles més petits seria l'excepció, en la qual els salaris de l'operador podria representar una partida major, a més de considerar que aquestes màquines més petites podrien transportar-se directament sobre carretera i no utilitzar camions especials per a tal funció. Un cost que ha d'observar-se amb cura, per part de l'usuari responsable, és el de les reparacions majors, la qual ha de considerar-se aproximadament igual a la tercera part del cost d'adquisició. Aquesta última recomanació s'està eliminant de les empreses mandantes amb la incorporació de contractistes especialitzats els quals absorbeixen aquestes consideracions.